# 李燦榮
李燦榮（英語：Li Chan-wing，1963年1月21日—），香港資深傳媒工作者，時事評論員，跨境跨界別顧問及培訓師。

## 簡歷

### 求學時期
李燦榮在香港出生，童年時在石籬邨10座生活。小學時就讀葵涌石籬天主教小學(在校時是低許方輝一屆畢業的舊生)，中學時就讀於荃灣聖芳濟中學，1985年畢業於香港浸會學院傳理系。
李燦榮2007年重返校園，以優異成績畢業於香港城市大學行政人員工商管理碩士(EMBA)課程，其後完成香港城市大學DBA博士學位。

### 跨媒體工作者生涯
1984年於無綫新聞擔當實習記者，1985年畢業後加入亞視新聞。1994年離職亞視、加入香港壹週刊。同年，受當時無綫新聞總監梁家榮邀請，再次加入時事節目《新聞透視》擔當主持、編輯及監製，並出任六點半新聞報道主播及記者，專責醫療、社福及勞工事務。2004年無綫電視因財政問題裁員，李燦榮連同27人離開。
李燦榮2004年離職後先後在iTV互動電視、NOW財經台、香港電台等主持不同的時事節目，包括為互動電視清談節目《i-talk有話直說》主持（於香港有線電視27台播放）。後於now寬頻電視旗下now財經台（333台）／now新聞台（332台）《大鳴大放》主持人與及香港電台電視部節目《視播縱橫》及《傳媒春秋》等節目主持，亦為香港電台第一台主持廣播節目《健康對談》及客串香港電台第二台《晨光第一線》。
從2009年3月21日開始，李燦榮每星期與錢佩卿及曾繁光醫生於香港電台第一台共同主持勵志節目《我得你都得》。

### 培訓師生涯
李燦榮於2009年起，因香港新高中學制必修課程通識教育科內容涉及香港、近代中國及全球化等時事議題，獲連鎖補習社活學教育邀請加盟擔任該科的補習導師。
2010年起擔任大學講師，包括香港浸會大學、香港城市大學，香港中文大學－東華三院社區書院，香港中文大學公關碩士課程客席講師及香港理工大學內地幹部培訓班客席講師。
現時，李燦榮自組李燦榮顧問公司並擔任行政總裁，投入跨境跨行業培訓教育，開辦不同的企業培訓課程，擔任溝通技巧工作坊導師、笑看壓力工作坊導師、面對傳媒技巧導師、記憶學導師，同時也任職點心衛視《解碼珠三角》主持、中共東莞市委黨校「與傳媒共舞」專題講師。

## 重點新聞
- 1994年：夥拍李汶靜主持《1994香港大事回顧》
- 1995年：夥拍趙麗如主持《1995香港大事回顧》
- 1996年：夥拍魏綺珊主持《1996香港大事回顧》
- 1997年：夥拍周潔儀主持《1997香港大事回顧》
- 1998年：夥拍魏綺珊主持《1998香港大事回顧》
- 1999年：夥拍魏綺珊主持《1999香港大事回顧》
- 2000年：單人主持《2000香港大事回顧》
- 2001年：夥拍趙麗如主持《2001香港大事回顧》
- 2002年：夥拍魏綺珊主持《2002香港大事回顧》
- 於1997年6月30日報道香港特別行政區成立倒數──港督府告別儀式。
- 於1997年7月1日報道香港特別行政區成立。
- 於1999年報道台灣發生九二一大地震。
- 2001年美國911事件後，李燦榮曾連續數天擔任特別新聞節目主播。
- 在2002年4月23日，於特別新聞報道遮打花園清場。
- 在2002年報道董建華連任新聞。
- 在2003年12月20日，於特別新聞報道九廣西鐵正式通車。

## 電視節目
- 《傳媒春秋》
- 《廉政行動2011》
- 2011年與張可頤主持無綫電視節目《大凶兆》。
- 《數字人生》
- 《大師對談》

## 著作
- 《觸動人心：李燦榮溝通方程式》，經濟日報出版社（香港），ISBN 9799626783817
- 《激發腦潛能：李燦榮超右腦溝通記憶》，經濟日報出版社（香港），ISBN 9789626784518

## 廣告
- 群星過晒界宣傳片(1991年)
- 田生集團（2009年）
- 饑餓剋星廣告及廣告雜誌（2009年）
- 葆露絲內衣（2012年）